# Али-Баба и сорок разбойников (мультфильм)
«Али-Баба и сорок разбойников» — советский кукольный фильм по мотивам арабской народной сказки режиссёра Григория Ломидзе, снятый в 1959 году на киностудии «Союзмультфильм».

## Сюжет
По мотивам одноимённой народной арабской сказки о честном, но бедном дровосеке Али-Бабе, его коварном и богатом брате Кассиме, и сорока разбойниках, владеющих несметными сокровищами, сокрытыми в волшебной пещере.

## Над фильмом работали
- Сценарий — Александр Маковский
- Режиссёр — Григорий Ломидзе
- Художник-постановщик — Витольд Бордзиловский
- Оператор — Теодор Бунимович, Николай Гринберг
- Композитор — Эдуард Колмановский
- Звукооператор — Борис Фильчиков
- Редактор — Борис Воронов
- Художник — Александр Дураков
- Ассистенты режиссёра: А. Дымич, В. Егорова
- Кукловоды: Лев Жданов, Кирилл Мамонов, Дина Меламед, Борис Меерович, Павел Петров, Вячеслав Шилобреев, Владимир Пузанов, Мария Бендерская.
- Художники кукол: Николай Солнцев, В. Куранов, Олег Масаинов, Н. Целиков, Павел Гусев, Геннадий Лютинский, Вера Чернихова.
- Главный художник — Роман Гуров
- Текст читает: Абрам Петросян
- Директор картины — Натан Битман